# Trachypodopsis formosana
Trachypodopsis formosana là một loài rêu trong họ Trachypodaceae. Loài này được Nog. mô tả khoa học đầu tiên năm 1947.